# Governador Archer
Governador Archer es un municipio brasileño del estado del Maranhão. Su población estimada en 2004 era de 8.501 habitantes.